# Восток (Чуйская область)
Восток — село в Аламудунском районе Чуйской области Кыргызстана. Входит в состав Лебединовского аильного округа. Код СОАТЕ — 41708 203 831 02 0.

## Население
По данным переписи 2009 года, в селе проживало 3335 человек.